# Bleščavci
Bleščavci (znanstveno ime Galbulidae) so družina drevesnih ptic iz tropske Južne Amerike in Mehike. So vitki drevesni ptiči, ki prežijo s koncem vej na žuželke in jih lovijo v zraku. Živijo predvsem na robovih gozdov, na posekah, ob rekah in potokih ter v pokrajinah z redkim drevjem.
Na hrbtu se jim perje največkrat kovinsko blešči in spominjajo na velike kolibrije, drugi bleščavci pa spominajo po načinu, kako čepijo na veji, na legate. Imajo tanek, precej dolg in včasih rahlo upognjen kljun, ob njegovem korenu pa nekaj ščetinastih peres. Njihove noge in prsti so kratki in nepripravni za hojo in skakanje; drugi in tretji prst sta na začetku medsebojno zrasla. Pri nekaterih vrstah sta oba spola operjena enako, pri drugih pa različno.
Ob ženitovanju izkopljeta samec in samica v zemljo rov, v katerega izleže samica 1-4 bela jajca, običajno več kot enega. Samec hrani samico, oba pa skrbita za mladiče.

## Vrste
| Domače ime                  | Znanstveno ime in podvrste | Razširjenost                       | IUCN status in ocenitev populacije |
| --------------------------- | -------------------------- | ---------------------------------- | ---------------------------------- |
| Galbalcyrhynchus leucotis   | G. leucotis Des Murs, 1845 | Zahodni amazonski deževni gozd     | LC · Neznano                       |
| Galbalcyrhynchus purusianus | G. purusianus Goeldi, 1904 | Jugozahodni amazonski deževni gozd | LC · Neznano                       |

| Domače ime              | Znanstveno ime in podvrste | Razširjenost                                       | IUCN status in ocenitev populacije |
| ----------------------- | --- | -------------------------------------------------- | ---------------------------------- |
| Brachygalba salmoni     | B. salmoni Sclater, P. L. & Salvin, 1879 | Vzhodna Panama in severozahodna Kolombija          | LC · 20,000–49,999                 |
| Brachygalba goeringi    | B. goeringi Sclater, P. L. & Salvin, 1869 | Severovzhodna Kolumbija in severozahodna Venezuela | LC · Neznano                       |
| Brachygalba lugubris    | B. lugubris (Swainson, 1838) Sedem podvrst - B. l. fulviventris - B. l. caquetae - B. l. lugubris - B. l. obscuriceps - B. l. naumburgae - B. l. phaeonota - B. l. melanosterna | Južna Amerika                                      | LC · Neznano                       |
| Brachygalba albogularis | B. albogularis (Spix, 1824) | Zahodni amazonski deževni gozd                     | LC · Neznano                       |

| Domače ime         | Znanstveno ime in podvrste     | Razširjenost          | IUCN status in ocenitev populacije |
| ------------------ | ------------------------------ | --------------------- | ---------------------------------- |
| Triprsti bleščavec | J. tridactyla (Vieillot, 1817) | Jugovzhodna Brazilija | NT · 1,300–5,400                   |

| Domače ime           | Znanstveno ime in podvrste | Razširjenost                           | IUCN status in ocenitev populacije |
| -------------------- | --- | -------------------------------------- | ---------------------------------- |
| Galbula albirostris  | G. albirostris Latham, 1790 Dve podvrsti - G. a. chalcocephala - G. a. albirostris                                                                       | Severni amazonski deževni gozd         | LC · Neznano                       |
| Galbula cyanicollis  | G. cyanicollis Cassin, 1851 | Južni amazonski deževni gozd           | LC · Neznano                       |
| Rdečerepi bleščavec  | G. ruficauda Cuvier, 1816 Šest podvrst - G. r. melanogenia - G. r. ruficauda - G. r. pallens - G. r. brevirostris - G. r. rufoviridis - G. r. heterogyna | Srednja in Južna Amerika               | LC · 500,000–4,999,999             |
| Galbula galbula      | G. galbula (Linnaeus, 1766) | Severni amazonski deževni gozd         | LC · Neznano                       |
| Galbula pastazae     | G. pastazae Taczanowski & Berlepsch, 1885 | Južna Kolumbija do vzhodnega Ekvadorja | LC · 42,000                        |
| Galbula tombacea     | G. tombacea Spix, 1824 Dve podvrsti - G. t. tombacea - G. t. mentalis                                                                                    | Severozahodni amazonski deževni gozd   | LC · Neznano                       |
| Galbula cyanescens   | G. cyanescens Deville, 1849 | Zahodni amazonski deževni gozd         | LC · Neznano                       |
| Galbula chalcothorax | G. chalcothorax Sclater, P. L., 1855 | Zahodni amazonski deževni gozd         | LC · Neznano                       |
| Galbula leucogastra  | G. leucogastra Vieillot, 1817 | Zahodni amazonski deževni gozd         | LC · Neznano                       |
| Rajski bleščavec     | G. dea (Linnaeus, 1758) Štiri podvrste - G. d. dea - G. d. amazonum - G. d. brunneiceps - G. d. phainopepla                                              | Amazonski deževni gozd                 | LC · Neznano                       |

| Domače ime             | Znanstveno ime in podvrste                                                                                        | Razširjenost             | IUCN status in ocenitev populacije |
| ---------------------- | --- | ------------------------ | ---------------------------------- |
| širokokljuni bleščavec | J. aureus (Müller, P. L. S., 1776) Štiri podvrste - J. a. penardi - J. a. aureus - J. a. ridgwayi - J. a. isidori | Srednja in Južna Amerika | LC · 500,000–4,999,999             |